# محوطه قمیشلی
محوطه قمیشلی مربوط به دوره اشکانیان - دوره ساسانیان است و در شهرستان ماهنشان، بخش انگوران، دهستان انگوران، ۱ کیلومتری شرق روستای کاروانسرا واقع شده و این اثر در تاریخ ۲۵ آبان ۱۳۸۷ با شمارهٔ ثبت ۲۳۸۴۴ به‌عنوان یکی از آثار ملی ایران به ثبت رسیده است.